# Androlaelaps fahrenholzi
Espèce
Androlaelaps fahrenholzi est une espèce d'acariens de la famille des Laelapidae.

## Répartition
Cette espèce est répandue à travers les États-Unis.